# Mundelein
Mundelein ist eine Gemeinde (mit dem Status „Village“) im Lake County im Nordosten des US-amerikanischen Bundesstaates Illinois und ein Vorort von Chicago. Das U.S. Census Bureau hat bei der Volkszählung 2020 eine Einwohnerzahl von 31.560 ermittelt.
Mundelein liegt im Norden der Metropolregion Chicago.

## Geographie
Mundelein liegt rund 60 km nordwestlich des Stadtzentrums von Chicago; das Westufer des Michigansees befindet sich 17 km östlich des Ortes.

## Geschichte
Vor der Ankunft europäischer Siedler lebten auf dem Gebiet der heutigen Stadt Indianer vom Stamm der Potawatomi. Die ersten Europäer in der Gegend waren französische Pelzhändler, die seit Mitte des 17. Jahrhunderts mit den Potawatomi Handel trieben.
Mit Peter Shaddle kam 1835 der erste ständige weiße Siedler in die Region um den heutigen Ort Mundelein und errichtete eine Blockhütte. Weitere Siedler kamen hinzu und insbesondere mit der zunehmenden Industrialisierung wuchs die Bevölkerungszahl rasant. 
1909 wurde der Ort, der zwischenzeitlich die Namen Mechanics Grove und Rockefeller trug, in Area umbenannt. 
1924 beschlossen die Verantwortlichen des Ortes, den Ort nach George Mundelein (1872–1939), dem Erzbischof von Chicago und Gründer des Priesterseminars College St. Mary's of the Lake, in Mundelein umzubenennen.

## Demografische Daten
Nach der Volkszählung im Jahr 2010 lebten in Mundelein 31.064 Menschen in 10.314 Haushalten. Die Bevölkerungsdichte betrug 1.339 Einwohner pro Quadratkilometer. 
Ethnisch betrachtet setzte sich die Bevölkerung zusammen aus 72,3 Prozent Weißen, 1,5 Prozent Afroamerikanern, 0,7 Prozent amerikanischen Ureinwohnern, 8,8 Prozent Asiaten sowie aus anderen ethnischen Gruppen; 2,6 Prozent stammten von zwei oder mehr Ethnien ab. Unabhängig von der ethnischen Zugehörigkeit waren 30,1 Prozent der Bevölkerung spanischer oder lateinamerikanischer Abstammung.
In den 10.314 Haushalten lebten statistisch je 2,97 Personen. 
26,9 Prozent der Bevölkerung waren unter 18 Jahre alt, 64,6 Prozent waren zwischen 18 und 64 und 8,5 Prozent waren 65 Jahre oder älter. 49,3 Prozent der Bevölkerung war weiblich.

Das jährliche Durchschnittseinkommen eines Haushalts lag bei 82.759 USD. Das Prokopfeinkommen betrug 33.804 USD. 4,8 Prozent der Einwohner lebten unterhalb der Armutsgrenze.

## Persönlichkeiten
- Courtney Frerichs (* 1993), Hindernisläuferin